# Kola-félsziget
A Kola-félsziget (oroszul Кольский полуостров [Kolszkij poluosztrov]) Oroszország északnyugati csücskében terül el, a Murmanszki területhez tartozik. Neve a számi Guoládat (am. „halban gazdag vidék”) szóból származik.

## Földrajza
Északon a Barents-tenger, délen és keleten a Fehér-tenger határolja. Területe körülbelül 100 000 km². Északi partja meredek, déli partja lankás.
Központja Murmanszk, amely a félsziget északi részén terül el, jelentős kikötőváros. Jelentős település még a félsziget belsejében található Lovozero, ahova a nomád életmódot folytató számikat telepítették le.

### Éghajlata
Éghajlata a Golf-áramlatnak köszönhetően viszonylag enyhe, átlaghőmérséklete januárban −10 °C, júliusban 11 °C.

### Növényzete
Növényzete délen tajga, északon tundra.

## Érdekességek
Itt található a világ egyik legmélyebbre eljutó kutatófúrása.